# Холл, Мэнли Палмер
Мэнли Палмер Холл (англ. Manly Palmer Hall; 18 марта 1901, Онтарио, Канада — 29 августа 1990, Лос-Анджелес, США) — писатель, лектор, философ-мистик, создатель «Философского исследовательского общества», таролог, масон, 33° ДПШУ.

## «Тайные учения всех времён»
Мэнли Холл, не имея высшего образования, написал серию оккультных книг, ставших известными благодаря эрудиции их автора. Наиболее известна его книга «Энциклопедическое изложение масонской, герметической, каббалистической и розенкрейцерской символической философии» (The Secret Teachings of All Ages: An Encyclopedic Outline of Masonic, Hermetic, Qabbalistic and Rosicrucian Symbolical Philosophy; более полный перевод названия — «Тайные учения всех времён: энциклопедическое изложение герметической, каббалистической и розенкрейцерской символической философии»).
Книга носит документальный характер и содержит многочисленные иллюстрации и подлинные тексты мистических сочинений: документы розенкрейцеров, рецепты алхимиков, каббалистические правила. Доктор философских наук В. В. Целищев, переведший книгу на русский язык, считает, что: «Основное внимание Холл уделяет аллегорическому и символическому значению действующих лиц и историй, категорически отказываясь от буквального толкования. Книга выгодно отличается от подавляющего числа оккультных книг, в которых мистицизм является синонимом иррационализма. Выдающиеся мистики никогда не ставили знака равенства между двумя этими понятиями».

## Философское исследовательское общество
В 1934 году в Лос-Анджелесе Холл основал некоммерческую организацию «Философское исследовательское общество» с целью изучения религии, мифологии, метафизики и оккультизма. В Обществе имеется библиотека на 50 000 томов, коллекция произведений искусства и редких книг. Общество проводит лекции, семинары, издаёт книги и ежеквартальный журнал.

## В масонстве
Мэнли Холл был рыцарем-покровителем масонской исследовательской группы в Сан-Франциско, с которой он был связан в течение ряда лет, предшествовавших его масонскому посвящению. 28 июня 1954 года он был посвящён в степень ученика в ложе «Камень» № 374, в Сан-Франциско (в настоящее время носит название «Объединённая» ложа). Возвышен в степень подмастерья 20 сентября 1954 года, и возведён в степень мастера-масона 22 ноября 1954 года. Через год он был посвящён в дополнительные степени Древнего и принятого шотландского устава (начиная с 4 степени). Позднее он был посвящён в 32° ДПШУ в долине Сан-Франциско. 8 декабря 1973 года, в возрасте 72 лет, он был возведён в 33° ДПШУ.

## Личная жизнь
Холл и его последователи пошли на крайние меры, чтобы не дать распространиться любым сплетням или информации, которая могла бы запятнать его образ. Это касалось и малоизвестного его первого брака. 28 апреля 1930 года Холл женился на 28-летней Фэй Б. Деревен, которая была его секретарём в течение предыдущих пяти лет. Брак не был счастливым, его друзья никогда не обсуждали это, и практически вся информация была удалена о ней из его работ после её самоубийства 22 февраля 1941 года. После долгой дружбы, 5 декабря 1950 года, Холл женился на Мари Швейкерт Бауэр. Этот брак был бурным и счастливым. Мария Швейкерт Бауэр Холл умерла 21 апреля 2005 года (она родилась 24 июня 1904 года).

## Избранная библиография
Наиболее известной работой Холла, написанной им в возрасте 28 лет, является «Энциклопедическое изложение масонской, герметической, каббалистической и розенкрейцерской символической философии», в которой он попытался соотнести между собой учения различных оккультных традиций. За свою 60-летнюю карьеру дал около 8000 лекций в США и других странах, является автором более 150 книг и эссе и многочисленных статей. Издавал три журнала — The All-Seeing Eye (1923—1931), Horizon (1941—1958) и PRS Journal (1958—1990)

### На английском языке
Книги
- The Lost Keys Of Freemasonry, 1923
- The Secret Teachings of All Ages, 1928[15]
- Meditation Symbols In Eastern & Western Mysticism-Mysteries of the Mandala, The Philosophical Research Society, Inc.,1988. ISBN 0-89314-543-2
- The Adepts Series[16]
- Lady of Dreams: A fable in the manner of the Chinese (Los Angeles, 1943)

Лекции, журналы
- Lectures on Ancient Philosophy—An Introduction to the Study and Application of Rational Procedure, The Hall Publishing Company, Los Angeles, First Edition, 1929[17]
- Introduction to Max Heindel’s Blavatsky and The Secret Doctrine, 1933[18],
- The Secret Destiny of America (Los Angelas, 1944)

Журналы
- Каталог журналов, издававшихся М.Холлом: The All-Seeing Eye, Horizon, и PRS Journal[19]

Эссе
- Atlantis, An Interpretation
- Symbolic Essays
- Noah and His Wonderful Ark
- The Fraternity of the Rosecross From: The Secret Teachings of All Ages by Manly P. Hall. PRS., 1928[20]

### На русском языке
- Мэнли П. Холл, Энциклопедическое изложение масонской, герметической, каббалистической и розенкрейцеровской символической философии. (1928 г.) — СПБ.: СПИКС, 1994. — 800 с.
- Мэнли П. Холл, Энциклопедическое изложение масонской, герметической, каббалистической и розенкрейцеровской символической философии. — М.: Эксмо, Мидгард, 2007. — С. 8. — 864 с. — ISBN 5-699-22139-5 / 9785699221394
- Мэнли П. Холл, Адепты
- Мэнли П. Холл, Оккультная анатомия человека
- Мэнли П. Холл, Оккультное масонство
- Мэнли П. Холл, Перевоплощение
- Мэнли П. Холл, Самораскрытие посредством упражнений, направленных на постижение
- Мэнли П. Холл, Утерянные ключи масонства

А также описание колоды карт Таро (1928—1929) с изображениями четырёх разновидностей карт. Рисунки Египетского Таро были позаимствованы Холлом в книге француза Роберта Фальконнье (Robert Falconnier) «XXII герметических листа прорицательного Таро».